# 塘溪乡
塘溪乡，是中华人民共和国湖南省郴州市苏仙区下辖的一个乡镇级行政单位。

## 行政区划
塘溪乡下辖以下地区：
塘溪社区、珠堆村、麻田村、石虎铺村、长冲村、高坪村、塘溪村、和平村、山河村、横垅村、小溪村、五马垅村和龙潭村。